# Kövegy
Kövegy is een plaats (község) en gemeente in het Hongaarse comitaat Csongrád. Kövegy telt 488 inwoners (2002).